# Podocarpus orarius
Podocarpus orarius — вид хвойних рослин родини подокарпових.

## Поширення, екологія
Країни поширення: Соломонові Острови; Вануату. Обмежена кількість інформації в даний час про цей вид показує, що він росте в низинних первинних і вторинних прибережних лісах, часто з Gymnostoma. На висотах від рівня моря до 60 м. Проте, існують історичні гербарні зразки, зібрані на висотах до 450 м.

## Використання
Використання не було записане для цього виду.

## Загрози та охорона
У деяких місцях на Соломонових островах видобуток нікелю може становити загрозу.